# الجيش الثاني (الدولة العثمانية)

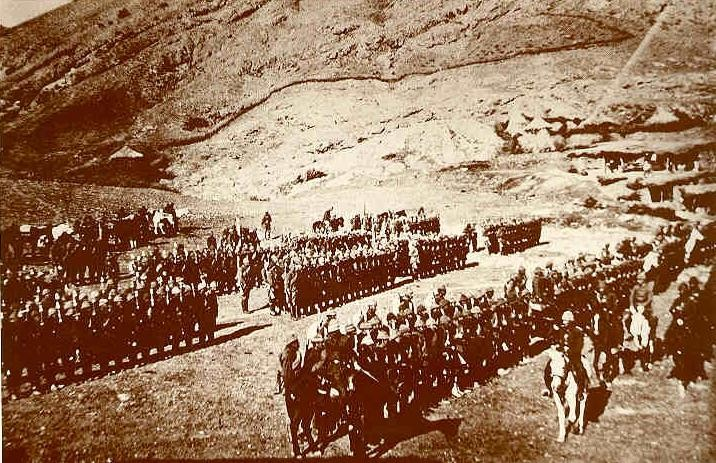
الفيلق السادس عشر من الجيش الثاني بقيادة مصطفى كمال في بدليس عام 1916

الجيش الثاني هو جيش عثماني تشكل سنة 1877 وانحل بسقوط الدولة العثمانية في أكتوبر 1918 بعد الحرب العالمية الأولى.
في الحرب العالمية الأولى أستدعي الجيش الثاني من مقر قيادته في حلب إلى إسطنبول في نوفمبر 1914 وكلف بمسؤليات حماية الشواطئ الجنوبية والغربية للأراضي العثمانية وأشتركت قواته في القتال خلال حملة جاليولي، في مارس 1916 تقرر أرسال الجيش الثاني إلى القوقاز لدعم الجيش الثالث العثماني في قتاله مع الجيش الروسي.

## تشكيل الجيش, 1877
في 1877, كان الجيش الثاني ينتشر في الأراضي التي تشكل اليوم بلغاريا وقد كان يتألف آنذاك من فرقتين مشاة وفرقة فرسان وفوج مدفعية ميدان وفوج مدفعية قلعة على النحو التالي:
- فرقة المشاة الأولى
- فرقة المشاة الثانية
- فرقة فرسان
- فوج مدفعية ميدان
- فوج مدفعية قلعة

بعد التعبئة التي لاحقت الحرب الروسية العثمانية (1877-1878), قسم الجيش الثاني إلى قسمين سميا جيش شرق الدانوب وجيش غرب الدانوب.

## تشكيل الجيش, 1908
بعد ثورة تركيا الفتاة عام 1908 والبدء بالحكم الدستوري بادرت الحكومة الجديدة في إصدار إصلاحات جديدة على الجيش الثاني، وأتخذت القيادة العامة للجيش مقرها في أدرنة وقد كان تشكيل الجيش مكون من 4 فرق مشاة وفرقة فرسان وفرقة مدفعية ميدان وفوج مدفعية قلعة كما يضم أيضاً نحو 6 فرق مشاة أحتياط ولواء واحد على الشكل التالي:
- الجيش الثاني:
  - فرقة المشاة الثالثة
  - فرقة المشاة الرابعة
  - فرقة المشاة 20
  - فرفة المشاة 21
  - فرقة الفرسان الثانية
  - فرقة المدفعية الثانية
  - فوج مدفعية قلعة في أدرنة
- فرق الاحتياط بالجيش الثاني (اسم الفرقة وموقعها)
  - الفرقة الخامسة والثلاثون شاناكاله
  - الفرقة السادسة، بانديرما
  - الفرقة السابعة، أفيون
  - الفرقة الثامنة، قونية
  - الفرقة الخامسة والعشرون، أدرنة
  - الفرقة السادسة والعشرون
  - اللواء الثالث والخمسون، كيركلارألي

كما ضم الجيش الثاني وحدات عسكرية تحوي 34 مدفع رشاش.

## تشكيل الجيش, 1912
مع المزيد من عمليات إعادة التنظيم للجيوش العثمانية تشمل إنشاء فيالق جديدة للجيش الثاني.
بحلول 1911 كان مقر القيادة العامة للجيش الثاني في سالونيك وأنيطت به المسؤليات العسكرية في البلقان بالإضافة إلى السيطرة على القوات الموجودة في سوريا وفلسطين.
في بداية حرب البلقان الأولى عام 1912 كان الجيش الثاني يتكون من 4 فيالق وعدة فرق مستقلة:
- مركز القيادة العامة الجيش: سالونيك
- الفيلق الخامس: (سالونيك)
  - فرقة المشاة 13, سالونيك
  - فرقة المشاة 14
  - فرقة المشاة 15
  - لواء الفرسان السادس
- الفيلق السادس: (مناستر)
  - فرقة المشاة 16
  - فرقة المشاة 17
  - فرقة المشاة 18
  - لواء الفرسان السابع
- الفيلق السابع: (سكوبي)
  - فرقة المشاة 19
  - فرقة المشاة 20
  - فرقة المشاة 21
  - لواء الفرسان الثامن
- الفيلق الثامن, (دمشق) 
  - فرقة المشاة 25, درعا
  - فرقة المشاة 26, حلب
  - فرقة المشاة 27, بيروت
  - لواء الفرسان التاسع
- فرق مستقلة:
  - فرقة المشاة 22,
  - فرقة المشاة 23,
  - فرقة المشاة 24,

إضافة إلى ذلك يوجد تواجدت فرق احتياط للجيش الثاني في البلقان وسورية.
حين بدأت الحرب أصبح الجيش الثاني الجيش الغربي للإمبراطورية العثمانية ليعادل حجمه مجموعة جيوش ومنعت القوات في سورية بواسطة البحرية اليونانية من تعزيز القوات المتواجدة في البلقان.
بعد الحرب تشكل الجيش الثاني من الأفراد الذين نجو من الدمار الذي لحق بالجيش الغربي في البلقان. فأرسل أولاً إلى قونية ثم لاحقاً إلى سورية

## الحرب العالمية الأولى

### تشكيل الجيش, 1914
في بداية الحرب العالمية الأولى كانت القيادة العامة للجيش الثاني مقرها في حلب، وتألف الجيش الثاني من فيلقين في كل فيلق فرقتين، واستدعيت فرق الاحتياط لتنضم للجيش الثاني في أكتوبر 1914 كان قائد الجيش الثاني هو الجنرال محمد وهيب باشا، وبحلول شهر نوفمبر عام 1914, أنتقل الجيش الثاني إلى إسطنبول وهو يضم كلا من الفيلق الخامس والفيلق السادس وكلاهما يتشكل من ثلاثة فرق  في فبراير عام 1915 أعيد تنظيم الدفاعات عن المضائق التركية وكلف الجيش الثاني بمسؤليات حماية الشواطئ الجنوبية والغربية كما شاركت بعض قواته في أعمال القتال خلال حملة جاليولي.

### تشكيل الجيش, 1916
في مارس 1916, تم تقرر نشر قوات الجيش الثاني في القوقاز لمواجهة الجيش الروسي وكانت الخطة ان يشترك الجيش الثاني في الهجوم جنباً إلى جنب مع قوات الجيش الثالث العثماني.
وأضيف للجيش الثاني فرقتين جديدتين بالإضافة إلى قواته الأصلية التي شاركت في القتال بحملة جالبيولي ضد الفرنسيين والبريطانيين.
ونظراً لسوء حالة خطوط سكك الحديد العثمانية فإن نقل القوات أستغرق وقتاً أطول، وخلال ذلك الوقت قامت القوات الروسية بمهاجمة الجيش الثالث محدثة فيه خسائر فادحة وقد كان قد تعرض قبلها للهجوم من قبل القوات الروسية الأمر الذي أدى إلى منعه من المشاركة مع الجيش الثاني.
وأخيراً هاجم الجيش الثاني الروس في أغسطس من نفس العام بقيادة أحمد عزت باشا وقد تشكل الجيش من الفيالق التالية:
- الفيلق الثالث:
  - فرقة المشاة الأولى
  - فرقة المشاة السابعة
  - فرقة المشاة 14
  - فرقة المشاة 53
- الفيلق الثاني:
  - فرقة المشاة 11
  - فرقة المشاة 12
- الفيلق الرابع:
  - فرقة المشاة 47
  - فرقة المشاة 48
- الفيلق السادس عشر:(بقيادة مصطفى كمال)
  - فرقة المشاة الخامسة
  - فرقة المشاة الثامنة
- كما ألحق بالجيش الثاني فرقة الفرسان النظامية الثالثة.

بينما كانت قوات الفيلق السادس عشر بقيادة مصطفى كمال تحقق النجاح ضد القوات الروسية في بدليس وموش كان الهجوم الرئيسي المناط بالفيلق الثالث والفيلق الرابع يعاني من خسائر فادحة بالأرواح.
بلغت خسائر الجيش حوالي 30,000 من 100,000 جندي هو مجموع عدد أفراده، وقد كانت الفرق التي تعرضت للخسائر من الفرق الأقدم والأفضل مقارنة مع الوحدات حديثة التشكيل، لم يستطع الجيش العثماني تحمل مثل هذه الخسارة الكبيرة بعناصره دون تحقيق مكاسب ذات جدوى ونتيجة لذلك أعتبر الهجوم هزيمة إستراتيجية للعثمانيين. 
وقد كان هذا أخر هجوم رئيسي للعثمانيين خلال الحرب.
بعد الهزائم التي ألحقت بالجيش الثاني في مواجهاته نقلت بعض فرقه إلى أماكن أخرى مثل العراق وفلسطين، وفي ديسمبر 1916 كان الجيش الثاني يتكون من 6 فرق مشاة وفرقة فرسان واحدة. ولم يلعب الجيش دوراً أساسياً في الحرب بعد ذلك.

### تشكيل الجيش, 1917
في عام 1917, تمت ترقية مصطفى كمال ليصبح قائد للجيش العثماني الثاني إلا انه سرعان مانقل إلى الجيش السابع العثماني ليتسلم قيادته وقد أوقف الجيش الثاني في 4 فبراير 1918. 
لاحقاً تم تفعيله وأنيط به قيادة المنطقة الخلفية بما في ذلك الواحدت العاملة في الأناضول.
بعد الهزيمة في مجيدو بفلسطين أستمر الجيش في القتال على خط الجبهة الأمامي بثلاثة فرق (23, 41, 44) حتى نهاية الحرب.